# Сін Хагюн
Сін Хагюн (кор. 신하균, 申河均, Sin Ha-gyun, нар. 30 травня 1974) — південнокорейський актор. Він відомий ролями в телесеріалах «Мозок» (2011), «Механік душ» (2020), «Монстр: По той бік зла» (2021), а також у фільмах «Об'єднана зона безпеки» (2000), «Співчуття панові Помсті» (2002), «Зелена планета» (2003), «Ласкаво просимо до Донмакголь» (2005), «Імперія хтивості» (2015) і «Поганий детектив» (2019) та інших.

## Кар'єра
Сін Хагюн навчався на актора театру в Сеульському інституті мистецтв. Згодом зіграв в багатьох п'єсах режисера Джан Джина . Коли в 1998 році Джан Джин зняв свій перший фільм «Дивовижні чоловіки (The Happenings)» (або «Події»), Сіна обрали на одну з ролей. З того часу він з'являвся майже в усіх повнометражних фільмах Джана. Вражений його акторськими здібностями, режисер Кім Чжі Ун запросив його на другорядні ролі у фільмі «Гидкий король (The Foul King)» та тридцятихвилинній короткометражці «Камінг-аут (Coming Out)».
Сін вперше став зіркою після ролі молодого північнокорейського солдата в популярному фільмі Пак Чанука «Об'єднана зона безпеки» у кінці 2000-х. В той час в актора, як і у колеги по фільму Вон Біна, з'явилося багато фанатів, які допомогли зробити наступний фільм „Пістолети і розмови“ справжнім комерційним хітом.
У наступні пару років Сін зіграв дві ролі, які стали визначальними у його кар'єрі. У відомому фільмі Пак Чанука «Співчуття панові Помсті» він з'явився в образі глухого чоловіка з яскраво-зеленим фарбованим волоссям, який у відчаї змушений викрасти молоду дівчину. У фільмі Чан Джунхвана «Врятуй зелену планету!» у 2003 році він зіграв психічно неврівноваженої людину, яка вірить, що інопланетяни планують вторгнутися на землю. Ці дві сильні та неперевершені ролі Сіна були потужним проявом його акторського таланту.
Також варті уваги ролі Сін Хагюна у двох фільмах про Корейську війну. Хоча події розгортаються під час однієї історичної події, кінокартини дуже різні між собою. Перша — «Ласкаво просимо до Донмакголь» — це драма, дія якої розгортається в маленькому гірському селі, друга ж картина — «Лінія фронту» — жахлива історія про солдатів, що борються за невеликий, розбомблений пагорб, який регулярно переходить з рук в руки. Сін Хагюн проявив себе як універсальний актор, зігравши наступні ролі: чоловіка з вадами розвитку у фільмі «Мій брат», сільського листоношу у фільмі «Лист з Марса», підозрюваного на допиті у фільмі «Вбивство, Один кадр», ексцентричного вбивцю у фільмі «Без співчуття до грубих», художника в тяжкому становищі, що робить нерозумну ставку в «Грі диявола», хворобливого чоловіка-рогоносця у фільмі «Спрага», поліцейського-мачо у «Фестиваль (Foxy Festival)»,, і вчителя музики, який завів роман в «Кафе Нуар».
Хоча у той час Сін Хагюн був переважно кіноактором, він знявся в одному телесеріалі - «Хороша людина» (2003) на MBC. Але в 2010 році актор знову повернувся на телебачення в незвичайному містичному фільмі «Золотий будинок», який транслювався на кабельному каналі tvN. Популярність актора сягнула ще більших висот після виходу медичної драми 2011 року «Мозок», де він зіграв роль холодного амбітного нейрохірурга. Також пізніше він виграв головний приз («Daesang») на церемонії вручення нагород KBS Drama Awards.
У 2013 році Сін став зіркою романтичного комедійного серіалу «Все про мій роман» про двох законодавців від протиборчих політичних партій, які закохуються один в одного. Слідом за ним вийшов гучний бойовик «Людина, що біжить», що розповідає про звичайного чоловіка, змушеного стати втікачем після того, як його звинуватили у вбивстві.
У романтичному комедійному серіалі 2014 року «Містер Повернення» він зіграв сімдесятирічного чоловіка, чиє тіло чарівним чином молодшає й стає таким, яким було у тридцять років. Далі Сін перевтілився в лиходійську роль злого планувальника ігор у бойовику-трилері «Великий матч (Big Match)». В 2015 він став зіркою фільму «Імперія хтивості», де зіграв видатного адмірала нещодавно створеної імперії Чосон.
У 2016 році Сін знявся в кримінальній драмі «Щуролов» (2016), зігравши перемовника. Після цього він виконав головну роль у комедії «Об'їзд (Detour)», а потім й у комедійному трилері «Кімната номер 7 (Room No.7)». Актор також зіграв роль другого плану в бойовику «Лиходій» з Кім Окбіном.
У 2018 році актор знявся в романтичній комедії «Чого хоче чоловік». Того ж року він отримав роль в іншому комедійному фільмі — «Нерозлучні брати (Inseparable Bros)». Він повернувся на малі екрани у корейському ремейку британської кримінальної драми «Лютер».
У 2020 році актор отримав роль в медичній драмі «Механік душ».
2021 року Сін Хагюн знявся в психологічній драмі-трилері «Монстр: По той бік зла» в ролі імпульсивного та ексцентричного поліцейського. Його акторська майстерність у цьому телесеріалі принесла йому нагороду за Найкращу чоловічу роль на телебаченні на 57-й церемонії вручення нагород Baeksang Arts Awards.
У 2022 році він знявся в містичному трилері «Якір», а також виконає головну роль у ситкомі Coupang Play «Єдиноріг», який запланований на серпень.

## Особисте життя
Його племінниця, Пак Иньон, колишня учасниця корейської айдол-групи Brave Girls .
Повідомляється, що Сін і Кім Гоин зблизилися на тренуванні із дайвінгу. У серпні 2016 року вони підтвердили свої двомісячні стосунки. Однак у березні 2017 року пара оголосила про розрив відносин.

## Фільмографія

### Фільм
| Рік  | Назва                                                     | Назва                 | Роль               | Нотатки                | Прим.  |
| Рік  | Українська                                                | Корейська             | Роль               | Нотатки                | Прим.  |
| ---- | --------------------------------------------------------- | --------------------- | ------------------ | ---------------------- | ------ |
| 1998 | «Дивовижні чоловіки (The Happenings)»                     | 기막힌 사내들         | Кім Чурак          |                        |        |
| 1999 | «Шпигун (The Spy)»                                        | 간첩 리철진           | О Вуйоль           |                        |        |
| 2000 | «Гидкий король (The Foul King)»                           | 반칙왕                | Буллі              | Камео                  |        |
| 2000 | «Камінг-аут (Coming Out)»                                 | 커밍 아웃             | Джемін             | Короткометражний фільм |        |
| 2000 | «Об'єднана зона безпеки»                                  | 공동경비구역 JSA      | Чон Уджин          |                        |        |
| 2001 | «Пістолети і розмови (Guns & Talks)»                      | 킬러들의 수다         | Чонву              |                        |        |
| 2002 | «Співчуття панові Помсті»                                 | 복수는 나의 것        | Рю                 |                        |        |
| 2002 | «Сюрприз»                                                 | 서프라이즈            | Кім Чону           |                        |        |
| 2003 | «Зелена планета»                                          | 지구를 지켜라!        | Лі Бьонгу          |                        |        |
| 2003 | «Чоловік, що був на Марсі (A Man Who Went to Mars)»       | 화성으로 간 사나이    | Ли Сонче           |                        |        |
| 2004 | «Мій брат (My Brother)»                                   | 우리형                | Кім Сунхьон        |                        |        |
| 2004 | «Волосся»                                                 | 털                    | Кан Вундо          | Короткометражний фільм |        |
| 2005 | «Співчуття пані Помсті»                                   | 친절한 금자씨         | Найнятий вбивця #2 | Спеціальна поява       |        |
| 2005 | «Ласкаво просимо до Донмакголь»                           | 웰컴 투 동막골        | Пьо Хьончоль       |                        |        |
| 2005 | «Вбивце, візьми одного (Murder, Take One)»                | 박수칠 때 떠나라      | Кім Йонхун         |                        |        |
| 2006 | «Без співчуття до грубихNo (Mercy for the Rude)»          | 예의없는 것들         | Кілла              |                        |        |
| 2007 | «Мій син»                                                 | 아들                  | Дядько Гуз (голос) | Спеціальна поява       |        |
| 2008 | «Гра диявола (The Devil's Game)»                          | 더 게임               | Мін Хідо           |                        |        |
| 2009 | «Спрага (Thirst)»                                         | 박쥐                  | Канву              |                        |        |
| 2010 | «Скандал на телевікторині (The Quiz Show Scandal)»        | 퀴즈왕                | Доктор філософії   | Спеціальна поява       |        |
| 2010 | «Фестиваль (Foxy Festival)»                               | 페스티발              | Ґван Чанбе         |                        |        |
| 2010 | «Кафе Нуар (Cafe Noir)»                                   | 카페 느와르           | Йонсу              |                        |        |
| 2011 | «Лінія фронту (The Front Line)»                           | 고지전                | Кан Инпьо          |                        |        |
| 2012 | «Злодії (The Thieves)»                                    | 도둑들                | Ли Хачьоль         | Спеціальна поява       |        |
| 2013 | «Людина, що біжить(Running Man)»                          | 런닝맨                | Чха Чонву          |                        |        |
| 2014 | «Великий матч(Big Match)»                                 | 빅매치                | Ейс                |                        |        |
| 2015 | «Імперія хтивості»                                        | 순수의 시대           | Кім Міндже         |                        |        |
| 2016 | «Об'їзд (Detour)»                                         | 올레                  | Джунпіль           |                        |        |
| 2017 | «Злочинниця»                                              | 악녀                  | Джунсан            |                        |        |
| 2017 | «Кімната номер 7 (Room No.7)»                             | 7호실                 | Дусік              |                        |        |
| 2018 | «Чого хоче чоловік (What a Man Wants)/ Вітер Вітер Вітер» | 바람 바람 바람        | Бонсу              |                        |        |
| 2019 | «Екстремальна робота(Extreme Job)»                        | 극한직업              | Лі Мубе            |                        |        |
| 2019 | «Нерозлучні брати(Inseparable Bros)»                      | 나의 특별한 형제      | Кан Сеха           |                        |        |
| 2019 | «Подарунок»                                               | 선물                  | Сангу              | Короткометражний фільм | [ 47 ] |
| 2020 | «Врятувати панду»                                         | 미스터 주: 사라진 VIP | Алі (голос)        |                        |        |
| 2022 | «Телеведуча»                                              | 앵커                  | Інхо               |                        | [ 48 ] |

### Телесеріали
| Рік       | Назва                                          | Назва             | Роль                     | Прим.  |
| Рік       | Українська                                     | Корейська         | Роль                     | Прим.  |
| --------- | ---------------------------------------------- | ----------------- | ------------------------ | ------ |
| 2003      | «Хороша людина»                                | 좋은 사람         | Пак Джунпіль             |        |
| 2010      | «Золотий дім (Golden House)»                   | 위기일발 풍년빌라 | О Боккю                  |        |
| 2011–2012 | «Мозок»                                        | 브레인            | Лі Канхун                |        |
| 2013      | «Все про мою романтику (All About My Romance)» | 내 연애의 모든 것 | Кім Суйон                |        |
| 2014      | «Містер Блек (Mr. Back)»                       | 미스터 백         | Чхве Ґобон/ Чхве Шінхьон |        |
| 2016      | «Щуролов (Pied Piper)»                         | 피리부는 사나이   | Джу Сунчан               |        |
| 2018–2019 | «Поганий детектив (Less Than Evil)»            | 나쁜 형사         | Ву Тесок                 |        |
| 2020      | «Механік душ (Soul Mechanic)»                  | 영혼수선공        | Лі Шіджун                |        |
| 2021      | «Монстр: По той бік зла»                       | 괴물              | Лі Донсік                |        |
| 2023      | «Життєпис лиходія»                             | 악인전기          | Хан Донсу                | [ 49 ] |
| 2024      | «Дякую»                                        | 감사합니다        | Шін Чаіль                | [ 50 ] |

| Рік  | Назва      | Назва     | роль                      | Примітки | Прим.  |
| Рік  | Англійська | Корейська | роль                      | Примітки | Прим.  |
| ---- | ---------- | --------- | ------------------------- | -------- | ------ |
| 2022 | «Йондо»    | кор. 욘더 | Дже Хюн                   |          | [ 51 ] |
| 2022 | «Єдиноріг» | 유니콘    | Генеральний директор Стів |          | [ 52 ] |

| Рік  | Назва                                                             | Назва                                                        | Роль                                                                      | Театр                               | Дата                    | Прим.  |
| Рік  | Українська                                                        | Корейська                                                    | Роль                                                                      | Театр                               | Дата                    | Прим.  |
| ---- | ----------------------------------------------------------------- | ------------------------------------------------------------ | ------------------------------------------------------------------------- | ----------------------------------- | ----------------------- | ------ |
| 1993 | «Скинути бомбу (Dropping a bomb)»                                 | 폭탄 투하 중                                                 |                                                                           |                                     |                         |        |
| 1997 | «Таксист — Куди прямуєте? (Taxi Driver — Where are you going?)»   | 택시 드리벌 — 당신은 어디까지 가십니까?                      | Пасажир 1 (어깨1), п'яний пасажир (취객), Студент, що протестує(시위학생) | Малий театр мистецтва і культури    | 27 лютого – 18 березня  | [ 53 ] |
| 1997 | «21-й Сеульський театральний фестиваль: Таксист — Куди прямуєте?» | (제21회) 서울연극제: 택시 드리벌 — 당신은 어디까지 가십니까? | Пасажир 1 (어깨1), п'яний пасажир (취객), Студент, що протестує(시위학생) | Малий театр мистецтва і культури    | 10-15 жовтня            | [ 54 ] |
| 1998 | «Магічний час»                                                    | 매직타임                                                     | Хагюн (하균)                                                              |                                     |                         |        |
| 1999 | «Хотан»                                                           | 허탕                                                         | Ю Дальсу (유달수)                                                         | Академічний зелений малий театр     | з 7 серпня по 31 жовтня | [ 55 ] |
| 2000 | «Уходь коли вони аплодують»                                       | 박수칠 때 떠나라                                             | Посильний(벨보이)                                                         | Центр мистецтва LG (LG Arts Center) | 16–30 червня            | [ 56 ] |
| 2002 | «Ласкаво просимо до Донмакголь»                                   | 웰컴 투 동막골                                               | Пьо Хьончоль(표현철)                                                      | Центр мистецтва LG (LG Arts Center) | 14–29 грудня            | [ 57 ] |

### Музичні відео
| Рік  | Назва                         | Назва                         | Актор                 |
| Рік  | Англійська                    | Корейська                     | Актор                 |
| ---- | ----------------------------- | ----------------------------- | --------------------- |
| 2000 | «Я тебе люблю» з Чха Синвоном | «Я тебе люблю» з Чха Синвоном | Позиція (кор. 포지션) |
| 2004 | «Хві-лі-лі»                   | 휠릴리                        | Лі Суйон              |
| 2004 | «Анданте»                     | кор. 안단테                   | Лі Суйон              |
| 2010 | «Просто сміх»                 | кор. 웃음만                   | Зія                   |

## Дискографія
| Рік  | Назва        | Назва      | Актор                | Музика      | Альбом                   |
| Рік  | Англійська   | Корейська  | Актор                | Музика      | Альбом                   |
| ---- | ------------ | ---------- | -------------------- | ----------- | ------------------------ |
| 2004 | «Лист брата» | 형의 편지  | Шін Хаґюн Вон Бін    | Дон Спайк   | OST Мій брат             |
| 2005 | «Допит»      | 심문(審問) | Сін Хагюн Чха Синвон | Хан Чжегвон | OST Вбивство, перший раз |
| 2019 | «Щасливий»   | «Щасливий» | Сін Хагюн Лі Ґвансу  |             |                          |

## Нагороди та номінації
| Рік                | Нагорода                                                    | Категорія                                        | Номінована робота                              | Результат |
| ------------------ | ----------------------------------------------------------- | ------------------------------------------------ | ---------------------------------------------- | --- |
| 2000               | 3-я Премія Director's Cut                                   | Кращий новий актор                               | «Об'єднана зона безпеки»                       | Перемога |
| 2000               | 8 Нагорода кіномистецтва Чунса (8th Chunsa Film Art Awards) | Кращий актор другого плану                       | «Об'єднана зона безпеки»                       | Перемога |
| 2000               | 21-а Премія Блакитний дракон                                | Кращий актор другого плану                       | «Об'єднана зона безпеки»                       | Перемога |
| 2001               | 38-а кінопремія «Grand Bell Awards»                         | Кращий актор другого плану                       | «Об'єднана зона безпеки»                       | Номінація |
| 2001               | 22-га Премія Блакитний дракон                               | Кращий актор другого плану                       | «Пістолети і розмови»                          | Номінація |
| 2001               | 16-та премія Golden Disk Awards                             | Нагорода «Популярне музичне відео»               | «Позиція — Я тебе люблю» Position — I Love You | Перемога |
| 2003               | 4-та премія"Busan Film Critics Awards"                      | Кращий актор                                     | «Зелена планета»(Save the Green Planet!)       | Перемога |
| 2003               | 2-га Корейська кінопремія                                   | Кращий актор                                     | «Зелена планета»(Save the Green Planet!)       | Номіновано |
| 2009               | 30-та Премія Блакитний дракон                               | Кращий актор другого плану                       | «Спрага»                                       | Номіновано |
| 2011               | Премія KBS драма                                            | Головний приз (Daesang)                          | «Мозок» «Все про мою романтику»                | Перемога |
| 2011               | Премія KBS драма                                            | Нагорода за кращі досягнення, актор              | «Мозок» «Все про мою романтику»                | Номіновано |
| 2011               | Премія KBS драма                                            | Нагорода за кращі досягнення, актор міні-серіалу | «Мозок» «Все про мою романтику»                | Номіновано |
| 2011               | Премія KBS драма                                            | Премія «Netizen Award», актор                    | «Мозок» «Все про мою романтику»                | Перемога |
| 2011               | Премія KBS драма                                            | Краща пара (разом із Чве Чонвон)                 | «Мозок» «Все про мою романтику»                | Перемога |
| 2012 2013          | 48-ма Премія мистецтв Пексан                                | Кращий актор                                     | «Мозок» «Все про мою романтику»                | Номіновано Перемога |
| 2012 2013          | 24-та премія «Korean PD Awards»                             | Кращий актор                                     | «Мозок» «Все про мою романтику»                | Номіновано Перемога |
| 2012 2013          | K-Drama Star Awards                                         | Нагорода за кращі досягнення, актор              | «Мозок» «Все про мою романтику»                | Номіновано |
| 2012 2013          | \| Премія SBS драма \|                                      | Нагорода за кращі досягнення, актор мінісеріалу  | «Мозок» «Все про мою романтику»                | style="background: #FDD; color: black; vertical-align: middle; text-align: center; " class="no table-no2"\|Номінація Перемога |
| 2014               | Премія MBC драма                                            | Премія за популярність, актор                    | «Містер Блек»                                  | style="background: #FDD; color: black; vertical-align: middle; text-align: center; " class="no table-no2"\|Номінація Перемога |
| «Поганий детектив» | Перемога                                                    |                                                  |                                                | |
| «Поганий детектив» | Перемога                                                    | 2018                                             | Премія MBC драма                               | |
| 2019               | 39-та Премія корейської асоціації кінокритиків              | Кращий актор                                     | «Нерозлучні брати(Inseparable Bros)»           | Перемога |
| 2020               | 34-та Премія KBS драма                                      | Нагорода за кращі досягнення, актор              | «Механік душ»                                  | Номінація |
| 2020               | 34-та Премія KBS драма                                      | Нагорода за кращі досягнення, актор міні-серіалу | «Механік душ»                                  | Номінація |
| 2021               | 57-ма Премія мистецтв Пексан                                | Кращий актор(телебачення)                        | «Монстр: По той бік зла»                       | Перемога |
| Премія SBS драма   |                                                             |                                                  |                                                | |

### Державні нагороди
| Країна або організація       | Рік  | Честь або нагорода                                     | Прим. |
| ---------------------------- | ---- | ------------------------------------------------------ | ----- |
| Національна податкова служба | 2007 | 41 День платника податків — Відзнака платника податків |       |